# Martin Brüns
Martin Heinrich Brüns (* 14. Mai 1911 in Achim, Kreis Verden; † 12. Oktober 1976 in Bremen) war ein deutscher Politiker (SPD).
Brüns besuchte die Volksschule in Achim und nahm im Anschluss eine Lehre als Schriftsetzer auf. Nach vierjähriger Arbeitslosigkeit wechselte er den Beruf und wurde Dreher. Dem Berufswechsel folgte eine zehnjährige Tätigkeit im Schiffbau in Bremen. Nach der Machtergreifung nahm er ab 1933 an illegalen politischen Betätigung im Widerstand teil. Nach Ende des Zweiten Weltkrieges 1945 wechselte er in die Kommunalverwaltung des Landkreises Rotenburg.
Bereits seit 1925 war er Mitglied der Freien Gewerkschaft und zudem seit 1927 Funktionär der Sozialistischen Arbeiterjugend. Brüns wurde Mitglied der SPD im Jahr 1930.
Zwischen 1946 und 1952 war er Parteisekretär der SPD und wurde Mitglied des ernannten und 1946 des gewählten Gemeinderates. Zwei Jahre später wurde er Mitglied der Kreisvertretung des Kreises Verden und im Januar 1959 Bürgermeister in Bierden. Im April 1961 bis in den September 1968 war er stellvertretender Landrat des Kreises Verden.
Brüns war Mitglied des Niedersächsischen Landtages der 1. bis 7. Wahlperiode vom 20. April 1947 bis 20. Juni 1974. 1966 wurde er mit dem Großen Verdienstkreuzes des Verdienstordens der Bundesrepublik Deutschland geehrt. Er war Träger des Großen Verdienstkreuzes des Niedersächsischen Verdienstordens.
Brüns war seit dem 17. August 1935 mit Wilhelmine Luise geb. Kuhlmann verheiratet. Die Eheschließung fand in Achim statt. Martin Brüns starb am 12. Oktober 1976 um 19:55 Uhr in der Osterstraße 1 in Bremen im Alter von 65 Jahren. Er wohnte zuletzt im Steinweg 10 in Achim.